# Pisică aurie africană
Pisica aurie africană (Profelis aurata) este o pisică sălbatică de talie mijlocie răspândită în pădurile tropicale ale Africii de Vest și Centrale. Are circa 80 cm lungime și o coadă de 30 cm. Este o rudă apropiată a râsului african și a servalului, dar clasificarea actuală o încadrează ca singura membră a genului Profelis.

## Reproducere
Cunoașterea obiceiurilor de reproducere se bazează pe exemplarele ținute în captivitate. Mama dă naștere unuia sau doi pisoi după o perioadă de gestație de circa 75 de zile. Pisoii cântăresc de la 180 la 235 g, dar cresc și se dezvoltă rapid în comparație cu alte specii de pisică mică. Ochii pisoilor se deschid în termen de o săptămână de la naștere, fiind înțărcați la vârsta de 6-8 săptămâni. Femelele ajung la maturitate sexuală la vârsta de unsprezece luni, iar masculii la optsprezece luni.

## Durată de viață
Pisica aurie africană poate trăi până la doisprezece ani în captivitate, însă durata de viață în sălbăticie este necunoscută.

## Comportament și dietă
Din cauza obiceiurilor sale extrem de retrase, puțin se știe despre comportamentul pisicii aurii africane.
Sunt caracterizate drept animale solitare și sunt în mod normal crepusculare sau nocturne, deși au fost observate, de asemenea, la vânătoare în timpul zilei, în funcție de disponibilitatea prăzii locale.

## Descriere
Aceste feline sunt de talie mijlocie. Măsoară circa 80 cm în lungime și au o coadă de aproximativ 30 cm. Pisica africană aurie seamănă cu caracalul.
Blana prezintă mai multe culori (culoarea scorțișoarei, gri sau chiar roșu-brun) și are forme melanistice.
Pisicile africane aurii sunt de aproximativ de două ori mai mari decât pisicile domestice. Capul lor rotunjit este foarte mic în raport cu dimensiunea corpului. Picioarele sunt îndesate, lungi, coada este relativ scurtă, iar labele sunt mari. Lungimea corpului, de obicei, variază în intervalul 62–101 cm, iar cea a cozii variază între 16 și 35 cm. Înălțimea umărului este de aproximativ 38–55 cm. Pisica cântărește între 8 și 16 kg, masculii fiind mai mari decât femelele.